# Monastère de Tismana
 (août 2024).
Le Monastère de Tismana, surnommé l’Étoile de l’Orthodoxie, est l’un des plus anciens monastères de Roumanie.
Son nom fait référence aux ifs (en roumain : tisà) au milieu desquels il est construit.

## Géographie
Il est situé au nord de la ville de Tismana du comté de Gorj, à environ 36 km de la ville de Târgu Jiu.

## Fondation
Fondé durant le XIVe siècle par le saint orthodoxe Nicodème le Pieux, grâce à l’aide financière des princes régnants, Radu Ieret ses fils, Dan Ier et Mircea Ier l'Ancien (1386- 1418), le monastère a été sacré le 15 août 1377, et consacré à la Vierge Marie. On peut y méditer, prier et apprendre la religion orthodoxe.
Le 15 août est ainsi jour de pèlerinage à Tismana.

## Histoire

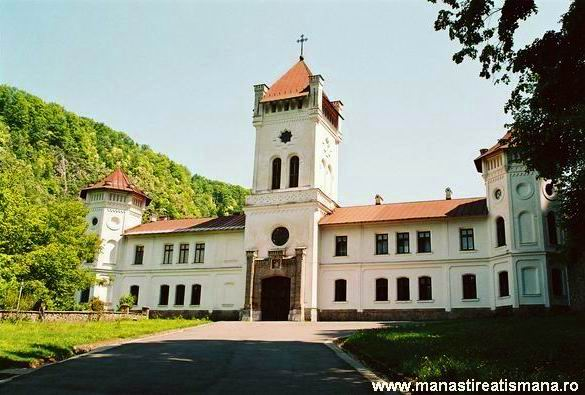
L’entrée du monastère de Tismana

L’église principale est construite en 1650, le prince Matei Basarab construit la chapelle de l’hôpital, consacrée au prophète Élie. Elle est peinte par Dimitrie Nicolaide en 1848 ; le poète George Coșbuc y fit don de plusieurs vitraux.
En 1732, l’archimandrite Ioan, financièrement soutenu par le monastère et par Stanca Glogoveanu, fait rénover la fresque de l’autel et du naos. 
Dans le pronaos, la fresque de 1564 n’est pas détruite mais une nouvelle est appliquée par-dessus en 1766. Au-dessus des fenêtres, on peint les mêmes scènes que celles qui existaient auparavant, on peint aussi les portraits des nouveaux fondateurs. La nouvelle peinture a été exécutée par le peintre Dimitrie Diaconu, avec l’aide financière de Stanca Glogoveanu. 
À partir de 1955, à l’initiative de l’évêque Firmilian, métropolite d’Oltenie, et de la mère supérieure Stavrofora Ierusalima Gligor, le monastère est restauré.
Les spécialistes trouvent les deux fresques superposées, celle de 1766 et celle de 1564. Ils les dissocient. Ainsi, la fresque de 1766 est conservée et orne les murs du monastère, la fresque de 1564 est restaurée dans le pronaos.
Le porche de l’église qui avait été démoli pendant le règne du prince Bibescu Voda (1842-1848), est entièrement restauré en 1983, selon les plans de Nicodim le Pieux.
Dans la même période, l’enceinte du monastère avec toutes ses annexes est rénovée, le coordinateur de la restauration étant l’ingénieur Ioan Salajean, l’actuel évêque de Harghita et Covasna.
En 1994, le porche de l’église est peint par Grigore Popescu dans le style byzantin, avec un dessin et une harmonie discrète de tons chromatiques. La présentation iconographique est aussi inédite avec la représentation, pour la première fois, de tous les saints daco-romains canonisés au XXe siècle.

## Architecture
Le monastère de Tismana est un complexe architectural qui combine le style byzantin du XIVe siècle, les caractéristiques des églises de Macédoine du Nord et de l’Athos et quelques éléments de l’architecture roumaine (en). Elle subit avec le temps plusieurs transformations : à l’origine peinte d’une seule couleur, une fresque peinte, par Dobromir de Targoviste, avec le mécénat du magistrat Nedelcu fut effectuée dans le style post-byzantin, polychrome.

## Trésor
Le monastère de Tismana avait un important trésor mais il a été perdu, au fil des siècles, à la suite des nombreux dégâts survenus. Une grande partie des objets précieux se trouve à présent au musée d’Art de Roumanie. Parmi ces objets, on trouve l’Évangéliaire de saint Nicodim, ouvrage d’art complexe, précieux pour la beauté de l’écriture, les miniatures, et le sertissage en argent doré. Cet Évangéliaire est le plus ancien manuscrit roumain et le plus vieux sertissage en argent.
Le musée du monastère comporte aussi une riche collection des tableaux dont la fresque du pronaos de 1766, de vieilles icônes sur bois, des objets religieux, des vieux livres et des robes cléricales.
À l’intérieur de l’église se trouve un cercueil d’argent, fait par l’artiste Gheorghe Stoica, qui contient trois reliques : de saint Ignatie le Theofor, de saint Jean Bouche d’or et l’index de la main droite de saint Nicodim. Le cercueil contient aussi la croix portée par Saint Nicodim.
Les saints sont représentés dans des médaillons émaillés sur le couvercle et à l’intérieur du cercueil. À l’extérieur, sont représentés quelques scènes de la vie et des miracles de Saint Nicodim.